# Ponte de Huangpu
A ponte de Huangpu é uma ponte combinada localizada na província de Cantão, no sul da República Popular da China e que atravessa o rio das Pérolas, unindo as localidades de Huangpu e Panyu.
Esta ponte, cujo comprimento total é de 7016 m, é uma combinação de ponte pênsil e ponte estaiada. A secção da ponte pênsil cruza o canal sudoeste e tem um vão principal de 1108 m (em 2012 esta ponte pênsil era uma das dez mais longas da China e uma das 20 mais longas do mundo) e a ponte estaiada tem 383 m sobre o canal nordeste. Com 201 m de altura, o pilar na secção estaiada é um dos pilares de ponte mais altos do mundo.
O custo da obra ascedeu a 4200 milhões de yuanes e abriu ao tráfego em dezembro de 2008. Pela ponte passa a autoestrada que une Pequim com Zhuhai.

Alçado da ponte de Huangpu